# Józef Cebulski
Józef Cebulski (ur. 13 marca 1970 w Dębicy) – polski fizyk, doktor habilitowany nauk fizycznych. Specjalizuje się w fizyce ciała stałego oraz fizyce półprzewodników. Profesor uczelni w Instytucie Nauk Fizycznych na Kolegium Nauk Przyrodniczych Uniwersytetu Rzeszowskiego, gdzie pełni funkcję kierownika Zakładu Optometrii i Spektroskopii. Prorektor ds. Kolegium Nauk Przyrodniczych Uniwersytetu Rzeszowskiego w roku akademickim 2019/2020 oraz od 1 września 2024..
Stopień doktorski uzyskał w 2000 na podstawie pracy pt. Rezonans magnetofononowy w czteroskładnikowych roztworach stałych ZnCdHgTe (promotorem był prof. Eugeniusz Szeregij). Habilitował się w 2013 na podstawie oceny dorobku naukowego i rozprawy pt. Rezonansowe oddziaływanie elektron - fonon w roztworach stałych na bazie (Cd,Hg)Te.